# Ампква
Ампква, Umpqua — название нескольких отдельных групп индейцев Северо-западного побережья Тихого океана, проживающих в южно-центральной части современного штата Орегон.
Племя верхних ампква входит в состав Группы Кау-Крик Индейцев ампква. Племя первым из индейских племён Орегона подписало федеральный договор с правительством США 19 сентября 1853 года. В племени Кау-Крик был ранее распространён язык такелма, ныне вымерший. Племя Кау-Крик проживает в резервации около современного города Роузбург в штате Орегон, владеет казино и отелем «Семь перьев» в городе Каньонвиль.
Племя нижних ампква в настоящее время — одно из трёх племён в составе Конфедерации племён Кус, Нижних ампква и саюсло на юго-западе штата Орегон. Их язык близок к языку саюсло.
Некоторые небольшие племена (bands) из ампква входят в состав Конфедерации племён общины Гранд-Ронд штата Орегон.